# アンドレ・シェンブリ
アンドレ・シェンブリ（André Schembri 1987年5月27日 - ）は、マルタ出身の元サッカー選手。元マルタ代表。現役時代のポジションはフォワード、ミッドフィールダー。

## 人物
2000年代のマルタを代表する選手の一人。フォワードおよびミッドフィールダーのポジションを務める。また父親のエリック・シェンブリも元サッカー選手で、1970年代にマルタ代表のストライカーとして活躍。祖父のサルヴィヌ・シェンブリもマルタ代表というサッカー一家に育った。

## 来歴
ヒバーニアンズを経て、2005年にマルサシュロックへ入団すると、51試合出場24得点を記録するなどの活躍を見せた。この活躍により2006年にマルタ代表に選出され、同年6月4日の日本代表戦で代表デビューを飾った。2014年7月から2. ブンデスリーガのFSVフランクフルトに加入することが発表された。

## エピソード
2006年10月11日に行われたUEFA EURO 2008予選・ハンガリー代表戦で2得点を記録し、マルタは2対1で勝利した。これはマルタ代表にとって1982年以来のEURO予選での勝利だった。

## 所属クラブ
- 2002年 - 2005年  ヒバーニアンズFC
- 2005年 - 2009年  マルサシュロックFC
  - 2007年 - 2008年  アイントラハト・ブラウンシュヴァイク（レンタル移籍）
  - 2008年 - 2009年  FCカールツァイス・イェーナ（レンタル移籍）
- 2009年 - 2010年  SKアウストリア・ケルンテン
- 2010年 - 2011年  フェレンツヴァーロシュTC
- 2011年  ASオリンピアコス・ヴォル1937
- 2011年 - 2012年  パニオニオスFC
- 2012年 - 2014年  オモニア・ニコシア
- 2014年 - 2015年  FSVフランクフルト
- 2015年 - 2016年  オモニア・ニコシア
- 2016年 - 2017年  ボアヴィスタFC
- 2017年 - 2019年  アポロン・リマソール
- 2019年 - 2020年  チェンナイインFC

## 代表歴
- 2006年6月4日 - A代表初出場（親善試合） - 日本代表戦（エスプリ・アレーナ）
- 2006年10月11日 - A代表初得点（UEFA EURO 2008予選） - ハンガリー代表戦（タカリ・ナショナルスタジアム）

### 試合数
- 国際Aマッチ 30試合 3得点（2006-2012）

## 獲得タイトル
- 2006-07 マルタ・プレミアリーグ優勝